# Loca (canción de Álvaro Soler)
«Loca» es una canción y sencillo del cantautor hispano-alemán Álvaro Soler. El tema fue lanzado como sencillo el 25 de enero de 2019, y forma parte de la reedición 2019 del disco Mar de Colores que se estrenó el 10 de mayo. La canción fue compuesta por Álvaro en colaboración con Alexander Zuckowski y Simon Triebel a finales del verano de 2018.

## Vídeo musical
El vídeo musical para Loca se grabó en Tokio, Japón a mediados de enero de 2019 bajo la dirección de Marvin Ströter y se estrenó en Youtube el 25 de enero, simultáneamente al lanzamiento del sencillo. La razón por la que Álvaro Soler escogió la capital japonesa para grabar el vídeo es que el cantante pasó buena parte de su juventud, es decir desde los diez hasta los diecisiete años, en esta metrópolis. Hasta la fecha, el vídeo Loca ha acumulado más de 12 millones de visualizaciones en YouTube.

## Posición en las listas
| Clasificación (2019)             | Posición más alta | Certificación |
| -------------------------------- | ----------------- | ------------- |
| Polonia (Polish Airplay Top 100) | 12                |               |
| Holanda (Dutch Top 40)           | 16                | Disco de Oro  |
| Bélgica (Ultratop Flandes)       | 21                |               |
| Suiza (Schweizer Hitparade)      | 95                |               |